# Maiara Walsh
Maiara Walsh (ur. 18 lutego 1988 w Seattle, Waszyngton) – amerykańska aktorka. Znana głównie z seriali Cory w Białym Domu, Gotowe na wszystko i Switched at Birth oraz filmów Wredne dziewczyny 2 i Summer Camp.

## Życie prywatne
Maiara Walsh jest córką Brazylijki i Amerykanina. Mówi biegle po portugalsku i trochę po hiszpańsku. Maiara i jej rodzina przeprowadzili się do São Paulo w Brazylii, gdy ona miała dwa lata. Gdy miała jedenaście powrócili do Stanów Zjednoczonych, by zamieszkać w Simi Valley, chcąc kształcić ją w dziedzinie aktorstwa.

## Filmografia
| Rok           | Tytuł                  | Rola                     | Notatki                           |
| Role główne   | Role główne            | Role główne              | Role główne                       |
| ------------- | ---------------------- | ------------------------ | --------------------------------- |
| 2007-2008     | Cory w Białym Domu     | Meena Paroom             | 34 epizody                        |
| 2009          | Gotowe na wszystko     | Ana Solis                | odc. 5.24–6.17                    |
| 2011          | Wredne dziewczyny 2    | Amanda "Mandi" Weatherly | Rola główna                       |
| 2015          | Summer Camp            | Michelle                 | Rola główna                       |
| Role gościnne |                        |                          |                                   |
| 2005          | Nieidealna             | Kuzynka                  | "Bar Micwa" (odcinek 13, sezon 1) |
| 2012          | Last Hours in Suburbia | Jennifer                 |                                   |